# وبرن
وبرن (به فرانسوی: Vebron) یک کمون در فرانسه است که در لوزر واقع شده‌است.

## خصوصیات
وبرن ۶۹٫۶۶ کیلومترمربع مساحت و ۲۲۸ نفر جمعیت دارد و ۶۶۱ متر بالاتر از سطح دریا واقع شده‌است.